# Muhyiddin Yassin
Tan Sri Dato' (Dr.) Haji Muhyiddin bin Haji Muhammad Yassin (ur. 15 maja 1947 w Muarze) – malezyjski polityk, z wykształcenia ekonomista. W latach 2020–2021 premier Malezji.

## Życiorys
Urodził się 15 maja 1947 w Muarze. Ukończył ekonomię na Uniwersytecie Malaya (licencjat 1971). Był ministrem w kilku rządach.
Od 8 września 2016 przewodniczący nacjonalistycznej partii BERSATU. 1 marca 2020 objął urząd premiera Malezji.

## Życie prywatne
Od 1972 żonaty z Noorainee Abdul Rahman. Mają czwórkę dzieci.